# Белведере Маритимо
Белведѐре Марѝтимо (на италиански: Belvedere Marittimo) е морски курортен град и община в Южна Италия, провинция Козенца, регион Калабрия. Разположен е на брега на Тиренско море. Населението на общината е 9388 души (към 2010 г.).